# João de Loureiro

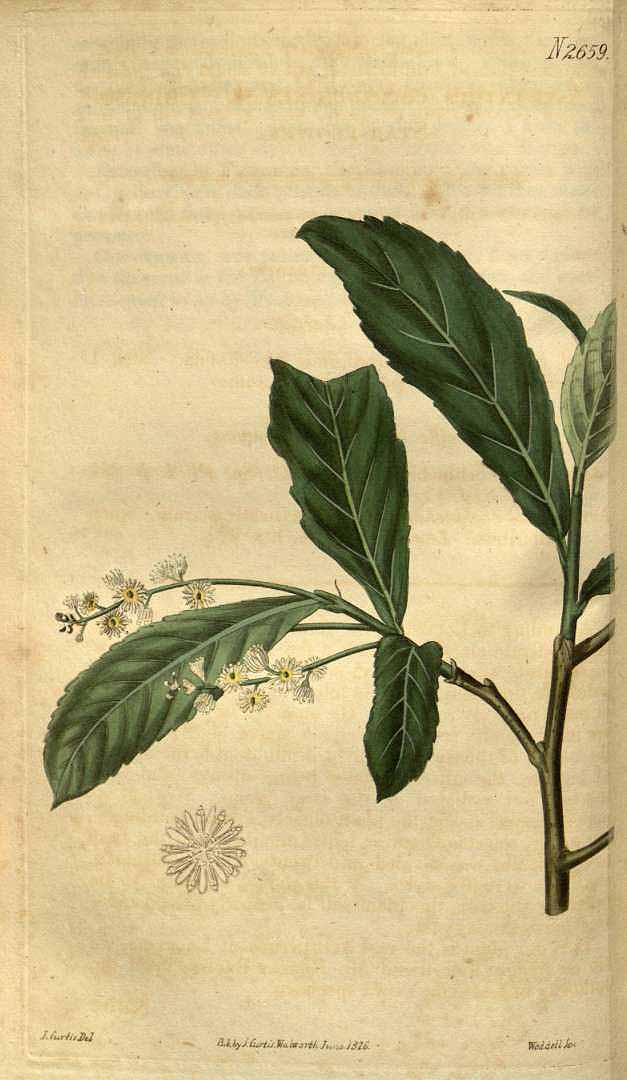
Homalium cochinchinensis (Lour.) Druce, descrita primer per de Loureiro com Astranthus cochinchinensis Lour.

João de Loureiro (1717, Lisboa – Octubre de 1791) va ser un jesuïta missioner i botànic portuguès.
Va ser missioner a Goa (3 anys) i a Macau (4 anys). El 1742 viatjà a Cochinchina, on hi va estar 35 anys. Allà va treballar com a matemàtic i naturalista,adquirint coneixements de les propietats i usos de les plantes medicinals natives. El 1777 va anar a Cantó, tornant a Lisboa 4 anys més tard.
l'any 1790 publicà la primera flora de Cochinchina titulada Flora Cochinchinensis.

## Llibres sobre João de Loureiro
- Pe. João de Loureiro : missionãrio e botãnico per José Maria Braga, 1938.[3]